# Cockfosters
Cockfosters è un quartiere della zona settentrionale di Londra, situato in parte nel London Borough of Enfield e in parte nel London Borough of Barnet. Prima delle riforme amministrative del 1956 Cockfosters era situato nelle contee di Hertfordshire e Middlesex.
Il nome è citato fin dal 1524 e si pensa sia il nome di una famiglia o quello di una casa che sorgeva su Enfield Chase, un terreno di caccia. Una ipotesi è che il nome derivi da cock forester (o chief forester).
Da menzionare a Cockfosters è Trent Park, ora un parco pubblico. La Christ Church di Cockfosters è una chiesa evangelica anglicana, fondata nel 1839. La linea Piccadilly della metropolitana di Londra raggiunse Cockfosters nel 1933.

## Infrastrutture e trasporti
Il quartiere è collegato dalle stazioni di Cockfosters e Oakwood della metropolitana di Londra.